# Lacus Hiemalis

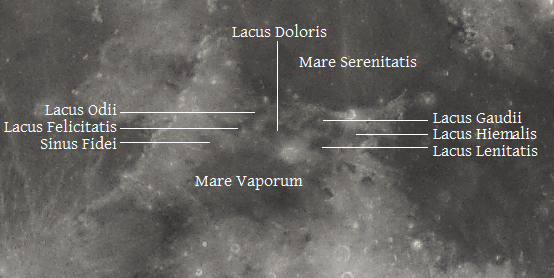
Localización del Lacus Hiemalis en el interior de la Terra Nivium

El Lacus Hiemalis (en latín, "Lago del Invierno") es un pequeño mar lunar ubicado en la región de Terra Nivium. Está localizado en las coordenadas selenográficas 15.0° Norte, 14.0° Este, y cuenta con un diámetro envolvente de unos 50 km.
Se encuentra al noreste del Lacus Lenitatis, con el cráter Daubrée al noreste y el cráter satélite Menelaus C en su interior, junto al sector suroriental de su contorno.

## Denominación
El nombre del lago fue adoptado por la Unión Astronómica Internacional en 1976.